# 櫻花進王
櫻花進王（日语：サクラバクシンオー），是日本純種競賽馬匹，生涯稱霸短距離賽事，曾於1993及1994年連霸短途馬錦標，由於其出戰十二場1400米以下賽事僅得一敗，因而被稱為「日本1990年代最強短途馬」之一。

## 出賽前
1989年4月14日出生於北海道早來町社台牧場早來分場（今安平町北部牧場），所有權歸於母系馬主Sakura Commerce Co. Ltd.旗下。
其後交由美浦訓練中心練馬師境勝太郎訓練。

## 競賽生涯

### 4歲（現3歲）
1992年1月12日出戰中山競馬場4歲新馬戰，比賽開始後隨即搶佔位置進行領放，於直路上一路突進下以5馬位優勢獲得首勝。
其後出戰條件戰黑竹賞，比賽初段落後之下於後方追走，比賽途中不斷加速爬升至先頭，但於最後直路仍然以頭位差憾負。
3月14日返回1200米路程賽事出戰櫻草特別，再度以高速領放之下於直路拋離後方賽駒達4馬位，最終亦以此優秀獲勝。
其後於陣營商討之下決定增程出戰皋月賞前哨戰春季錦標，比賽初段其於第二以追趕領放馬美浦波旁的方式推進，然而進入直路後受到軟地影響，加上其本身開始體力不支，最終失速沉底之下以第十二大敗。
完成春季錦標後，陣營意識到櫻花進王爲一匹典型的短途馬，加上得悉以抽選方式出戰皋月賞的機會微乎其微，因而鎖定往後的目標爲短途戰線，並於4月18日安排其出戰水晶盃。比賽開始後，其繼續以快速的節奏搶佔先頭位置，成功領放後一直帶領馬群前進，最終於直路上繼續衝刺下以3 1/2馬位優勢壓贏第二的Tai True取得首個分級賽冠軍。
其後雖然於公開賽菖蒲錦標以優秀表現取得連勝，但於6月的新西蘭盃四歲錦標因狀態不佳加上距離延長，最終無法發揮表現僅獲得第七。
夏季放草過後於9月出戰京王盃秋季讓賽，比賽途中以處於第二位置跟隨前方快放的Hagino Suisei推進，可惜於直路未能追上對手下再被後方的Toshi Green超越，最終以第三完賽。
其後出戰公開賽多摩川錦標，比賽初段快放做出前1000米57.0秒的超快步速下於直路力盡，最終以第七落敗。
11月28日出戰首都錦標，再度採取領放戰術下於直路成功拉開和後方的距離，最終以2 1/2馬位優勢輕鬆取勝。
12月20日出戰短途馬錦標，雖然本次爲其首次出戰一級賽，但由於其在短途賽事有實則的表現，因而僅落後於連霸一哩冠軍賽的大德日神及同期的櫻花賞馬西野花取得第三人氣。比賽開始後，其和Yuki Top Run及Tomoe Regent一邊爭奪位置一邊進行領放，因而做出對於前600米來說較快的32.8秒步速。然而進入直路後，雖然其嘗試保持速度繼續於前方衝刺，可惜仍然被勢頭更爲凌厲的後方賽駒超越，最終僅跑獲第六。

### 5歲（現4歲）
進入1993年，其被發現腳部有不安的跡象，因而進入長期休養並缺席整個春季賽事。
10月2日其於公開賽秋季短途錦標復出，於其中獲得勝利後再於其中的愛爾蘭盃及首都錦標跑獲一冠一第四的優秀戰績，成功證明自身狀態的恢復。
12月19日出戰上年度僅獲第六的短途馬錦標，賽前僅落後於劍指短途、一哩及中距離一級賽制霸的也文攝輝取得第以人氣。比賽開始後，由於Iide Zao及Dojima Muteki以更凌厲的勢態搶佔位置，因而櫻花進王選擇於兩駒後方推進。進入直路後，其成功受益於本次比賽較爲緩慢的步速，保持餘力之下成功衝出取得領先，其後更進一步加速拉開來襲的也文攝輝，最終以2 1/2馬位優勢奪得首個一級賽冠軍。

### 6歲（現5歲）
1994年年初其原本打算先出戰東京新聞盃再接戰安田紀念，但陣營考慮到其需要背負高達60公斤的負磅下，決定轉戰打吡公爵挑戰盃。比賽開始後，其於第二的位置展開推進，進入直路後隨即加速擺脫後方的追趕，最終以2馬位優勢獲勝。
5月15日按照計劃出戰安田紀念，比賽初段其跟隨Meiner Joo做出的前1000米56.9秒快步速推進，並於通過第四彎道時候取得領先。進入直路後，雖然其不斷衝刺希望可以保持有時呀，但仍然被後上的北方飛翔、Towa Darling及多芬街超越下以第四完賽。
入秋後陣營一度希望其增程挑戰秋季天皇賞，因而安排其出戰10月9日的每日王冠作爲試驗。比賽開始後，其繼續採取一貫的領放戰術於第一的位置推進，並一直保持領先直至直路中段。然而此時後方的Nehai Caesar爆發速度超越櫻花進王，最後100米時緊被富士山及Star Ballerina追上，最終再度獲得第四。
陣營見其於1800米賽事經已失利下，決定安排其重新專注於短途賽事，於10月29日出戰天鵝錦標。比賽開始後，騎師小島太於比賽初段選擇控制其速度，令其於第二的位置展開推進。進入直路後，其以輕鬆的姿態超越前方的領放馬取得領先，並一直加速以拋離追擊的也北方飛翔，最終其成功拉開對手之下以破日本1400米路程紀錄的1分19.9秒完賽時間奪得冠軍。
11月20日出戰一哩冠軍賽，賽前次於擅長一哩賽的北方飛翔取得第二人氣。比賽開始後，狀況仍然如同一哩冠軍賽一樣展開，櫻花進王一直保持於先頭，而北方飛翔則於後方位置追趕。然而於此次比賽，其並未能於直路上抵擋對手的追擊，最終被對手超越下以同樣的1 1/2馬位落敗得第二。
12月18日出戰變更爲國際賽事的短途馬錦標，並以此作爲退役戰。賽前成功壓制一衆應邀參戰的外國強敵取得第一人氣。比賽開始後，前方由Hishi Clever帶出領放，並做出前600米32.4秒的超高步速，而櫻花進王則於第四左右的位置推進。通過最後彎道時候，其經已開始加速，並於直路入口成功取得領先。進入直路後，其憑借貼欄的優勢以最短路線不斷衝刺，最終進入獨走狀態拋離後方必高快馬4馬位及以破紀錄的1分7.1秒奪冠，連霸短途馬錦標之餘亦達成有終之美。
賽後按照計劃退役，並於1995年1月15日在中山競馬場舉行退役儀式。
年末，由於其成功連霸短途馬錦標，於評選中以134票當選最佳短途馬，但於最佳父內國產馬中則敗於勝出秋季天皇賞的Nehai Caesar，以最佳4歲及以上雄馬及日本馬王更是一票未得。

### 詳細賽績
| 日期       | 舉辦國家 | 馬場 | 距離   | 級別 | 賽事名稱         | 負重 | 騎師   | 馬號 | 出馬 | 名次 | 時間   | 頭馬（二馬）      |
| ---------- | -------- | ---- | ------ | ---- | ---------------- | ---- | ------ | ---- | ---- | ---- | ------ | ----------------- |
| 12/1/1992  | 日本     | 中山 | 泥1200 |      | 4歲新馬          | 55   | 小島太 | 10   | 16   | 1    | 1:11.8 | （Meiner Truth）  |
| 26/1/1992  | 日本     | 中山 | 草1600 |      | 客竹賞           | 55   | 小島太 | 8    | 11   | 2    | 1:35.1 | Meiner Coat       |
| 14/3/1992  | 日本     | 中山 | 草1200 |      | 櫻草特別         | 55   | 小島太 | 11   | 12   | 1    | 1:08.8 | （Hayano Raiden） |
| 29/3/1992  | 日本     | 中山 | 草1800 | GII  | 春季錦標         | 56   | 小島太 | 4    | 14   | 12   | 1:53.6 | 美浦波旁          |
| 18/4/1992  | 日本     | 中山 | 草1200 | GIII | 水晶盃           | 55   | 小島太 | 8    | 11   | 1    | 1:08.6 | （Tai True）      |
| 9/5/1992   | 日本     | 東京 | 草1400 | OP   | 菖蒲錦標         | 57   | 小島太 | 10   | 10   | 1    | 1:22.8 | （A.P.Jet）       |
| 7/6/1992   | 日本     | 東京 | 草1600 | GII  | 新西蘭盃四歲錦標 | 56   | 小島太 | 3    | 10   | 7    | 1:36.0 | Shinko Lovely     |
| 13/9/1992  | 日本     | 中山 | 草1600 | GIII | 京王盃秋季讓賽   | 54   | 小島太 | 5    | 13   | 3    | 1:33.0 | Toshi Green       |
| 31/10/1992 | 日本     | 東京 | 草1600 | OP   | 多摩川錦標       | 55   | 小島太 | 9    | 12   | 7    | 1:33.5 | Kyoei Bonanza     |
| 28/11/1992 | 日本     | 東京 | 草1400 | OP   | 首都錦標         | 55   | 小島太 | 9    | 16   | 1    | 1:21.1 | （Mr.Tojin）      |
| 20/12/1992 | 日本     | 中山 | 草1200 | GI   | 短途馬錦標       | 55   | 小島太 | 7    | 16   | 6    | 1:08.3 | 西野花            |
| 2/10/1993  | 日本     | 中山 | 草1200 | OP   | 秋季短途錦標     | 57   | 小島太 | 10   | 12   | 1    | 1:08.8 | （Fille Du Vent） |
| 30/10/1993 | 日本     | 東京 | 草1600 | OP   | 愛爾蘭盃         | 58   | 小島太 | 6    | 12   | 4    | 1:35.5 | Iide Zao          |
| 27/11/1993 | 日本     | 東京 | 草1400 | OP   | 首都錦標         | 58   | 小島太 | 1    | 16   | 1    | 1:21.2 | （Air Real）      |
| 19/12/1993 | 日本     | 中山 | 草1200 | GI   | 短途馬錦標       | 57   | 小島太 | 12   | 14   | 1    | 1:07.9 | （也文攝輝）      |
| 3/4/1994   | 日本     | 中山 | 草1200 | GIII | 打吡公爵挑戰盃   | 58   | 小島太 | 9    | 13   | 1    | 1:08.9 | （堂山無敵）      |
| 15/5/1994  | 日本     | 東京 | 草1600 | GI   | 安田紀念         | 57   | 小島太 | 12   | 16   | 4    | 1:33.7 | 北方飛翔          |
| 9/10/1994  | 日本     | 東京 | 草1800 | GII  | 每日王冠         | 59   | 小島太 | 2    | 11   | 4    | 1:45.0 | Nehai Caesar      |
| 29/10/1994 | 日本     | 阪神 | 草1400 | GII  | 天鵝錦標         | 59   | 小島太 | 17   | 18   | 1    | 1:19.9 | （北方飛翔）      |
| 20/11/1994 | 日本     | 京都 | 草1600 | GI   | 一哩冠軍賽       | 57   | 小島太 | 12   | 14   | 2    | 1:33.2 | 北方飛翔          |
| 18/12/1994 | 日本     | 中山 | 草1200 | GI   | 短途馬錦標       | 57   | 小島太 | 8    | 14   | 1    | 1:07.1 | （必高快馬）      |

## 退役後
退役後，櫻花進王成為了配種馬，於北海道安平町社台Stallion Station休養，在1995年進行配種，首批子嗣於1996年出生。首批子嗣可於1998年出賽。
2000年2月10日，目白健兒在如月賞勝出，成為首匹勝出分級賽的子嗣。3月24日，湘南之戰於高松宮紀念賽勝出，成為首匹勝出一級賽的櫻花進王子嗣。
2011年4月30日，其於馬房內因急性心臟衰竭死亡，享年22歲。

### 主要子嗣

#### 一級賽優勝子嗣
1997年生
- Blandices（中山跳欄大賽、中山大障礙）

1998年生
- 湘南之戰（高松宮紀念、天鵝錦標）

2008年生
- 大賽波士（京王盃兩歲錦標、朝日盃未來錦標、NHK一哩賽、讀賣盃、天鵝錦標）

2011年年生
- 大仁大勇（高松宮紀念、人馬錦標）

#### 分級賽優勝子嗣
1998年生
- Road Bakushin（兵庫冠軍錦標）

1999年生
- 目白健兒（如月賞、小倉大賞典）
- 藍槍（阪急盃）

2000年生
- Eishin Tsurugizan（新西蘭盃）
- 藤田小姐（兩次CBC賞、兩次函館短途錦標、人馬錦標）

2001年生
- Joyful Heart（兵庫青年大獎賽）
- Taisei Brave（北海道短途盃）

2003年生
- Taisei Atom（石榴石錦標）
- 天使長（北九州紀念）
- Denshamichi（京王盃兩歲錦標）

2004年生
- Nishino Charmy（函館兩歲錦標）
- 夜觀北斗（獵鷹錦標）
- 櫻花盛開（人馬錦標、夏季短途錦標）
- 頭條之星（CBC賞）

2005年生
- Spring Song（京阪盃）
- Thanks Note（京王盃春季盃）
- Marubutsu Easter（小倉兩歲錦標）

2007年生
- 衝鋒駿驥（人馬錦標、海洋錦標）
- 榮進亮白（獵鷹錦標、新潟跳欄錦標）

2008年生
- Take a Bet（夏日冠軍錦標）
- 杉野奮進（北九洲紀念）

2009年生
- 闖王（北九洲紀念）
- Going Power（兵庫青年大獎賽）

2011年生
- 黃鶯出谷（夢幻錦標、雌馬賽、兩次夏季短途錦標、北九洲紀念）

## 血統簡介
父系Sakura Yutaka O為日本賽駒，生涯戰績優秀，曾於1986年勝出秋季天皇賞。祖父Tesco Boy為英國賽駒，生涯戰績優秀，曾於1966年勝出女皇安妮錦標。
母系Sakura Hagoromo為日本賽駒，生涯戰績不佳僅勝出兩場賽事。外祖父北方風味為加拿大賽駒，於當地有不俗的戰績，退役後被社台集團引進日本作為配種馬使用，於週日寧靜引入前，一度成為日本最成功的種馬，與當時象徵牧場的巴索隆齊名。

### 血統表
| 父線：Tesco Boy系（Princely Gift系）                                                   |                              |                |               |
| 種馬 Sakura Yutaka O 1982年（栗色）                                                    | Tesco Boy 1963年（深棗色）   | Princely Gift  | Nasrullah     |
| 種馬 Sakura Yutaka O 1982年（栗色）                                                    | Tesco Boy 1963年（深棗色）   | Princely Gift  | Blue Gem      |
| 種馬 Sakura Yutaka O 1982年（栗色）                                                    | Tesco Boy 1963年（深棗色）   | Suncourt       | Hyperion      |
| 種馬 Sakura Yutaka O 1982年（栗色）                                                    | Tesco Boy 1963年（深棗色）   | Suncourt       | Inquisition   |
| 種馬 Sakura Yutaka O 1982年（栗色）                                                    | Angelica 1970年（深棗色）    | Never Beat     | Never Say Die |
| 種馬 Sakura Yutaka O 1982年（栗色）                                                    | Angelica 1970年（深棗色）    | Never Beat     | Bride Elect   |
| 種馬 Sakura Yutaka O 1982年（栗色）                                                    | Angelica 1970年（深棗色）    | Star Highness  | Your Highness |
| 種馬 Sakura Yutaka O 1982年（栗色）                                                    | Angelica 1970年（深棗色）    | Star Highness  | Star Roch     |
| 繁殖雌馬 Sakura Hogaromo 1984年（棗色）                                                | 北方風味 1971年（栗色）      | 北地舞人       | 新北區        |
| 繁殖雌馬 Sakura Hogaromo 1984年（棗色）                                                | 北方風味 1971年（栗色）      | 北地舞人       | Natalma       |
| 繁殖雌馬 Sakura Hogaromo 1984年（棗色）                                                | 北方風味 1971年（栗色）      | Lady Victoria  | Victoria Park |
| 繁殖雌馬 Sakura Hogaromo 1984年（棗色）                                                | 北方風味 1971年（栗色）      | Lady Victoria  | Lady Angela   |
| 繁殖雌馬 Sakura Hogaromo 1984年（棗色）                                                | Clear Amber 1984年（深棗色） | Ambiopoise     | Ambiorix      |
| 繁殖雌馬 Sakura Hogaromo 1984年（棗色）                                                | Clear Amber 1984年（深棗色） | Ambiopoise     | Bull Poise    |
| 繁殖雌馬 Sakura Hogaromo 1984年（棗色）                                                | Clear Amber 1984年（深棗色） | One Clear Call | Gallant Man   |
| 繁殖雌馬 Sakura Hogaromo 1984年（棗色）                                                | Clear Amber 1984年（深棗色） | One Clear Call | Europa        |
| 雌系：號族：4-m                                                                        |                              |                |               |
| 五代內近親交配：Nasrullah 4×5、Hyperion 4×5、Lady Angela 4×5、Nearco 5×5、Bull Lea 5×5 |                              |                |               |

## 命名由來
名字中，Sakura（サクラ）是馬主Sakura Commerce Co. Ltd.的冠名，出自其公司名字，意思是「櫻花」；Bakushin（バクシン）於日語中，可轉寫為漢字「驀進」，意思為「向前突進」，香港則鑑於字數限制，只翻譯為「進」，而O（オー）亦是馬主冠名的一部分，於日語中，帶有「王」的意思。

## 外部連結
- 櫻花進王 netkeiba.com （页面存档备份，存于）
- 血統表 （页面存档备份，存于）